# إيندراني دوتا
إيندراني دوتا (بالإنجليزية: Indrani Dutta)‏ هي ممثلة هندية، ولدت في 6 أبريل 1970 في كلكتا في الهند.

## وصلات خارجية
- الموقع الرسمي
- إيندراني دوتا على موقع IMDb (الإنجليزية)
- إيندراني دوتا على موقع كينوبويسك (الروسية)